# Pyrgus alpinus
Pyrgus alpinus es una especie de mariposa del género Pyrgus, categorizada en la tribu Pyrgini, de la subfamilia Pyrginae. Fue descrita por Nikolay Grigoryevich Erschoff en 1874.
De tamaño variable, cuenta con manchas blancas en las alas.

## Distribución y hábitat
Se distribuye por Asia: Kirguistán, Pakistán, Afganistán y Tayikistán. Habita en zonas alpinas y subalpinas entre 2500-4600 m s. n. m.